# Nepokoj (Strugačtí)
Nepokoj (Беспокойство) je vědeckofantastický román ruských sovětských spisovatelů bratrů Strugackých, odehrávající se ve 22. století v tzv. Světě Poledne. Román byl napsán roku 1965 jako první varianta románu Les (Улитка на склоне). Poté bratři došli k názoru, že se tato varianta příliš nevydařila, a celý román Les přepracovali. Teprve roku 1990 došli oba k názoru, že by i původní varianta byla docela dobrou knihou tak, jak byla napsána, a román časopisecky vydali. 

## Obsah románu
Román se odehrává na planetě Pandora, což je přírodní rezervace a oblíbené letovisko pokryté džunglí s nebezpečnou nezemskou faunou, například s tzv. tachorgy. Při lovech, které se na tachorgy pořádají, jsou ročně vážně zraněny nebo usmrceny desítky lidí. 
Děj knihy je rozdělen do dvou částí, které se prolínají – na život na základně a na život v lese. Velitelem základny je Pavel Gnědych, který nahradil předcházejícího velitele poté, co na planetě došlo k několika úmrtím. Za mrtvého je povařován i Pavlův přítel z dětství biolog Michail Sidorov, který havaroval nad lesem Pandory. Na základnu přilétá i uznávaný vědec Leonid Andrejevič Gorbovskij, který věří, že les je nebezpečný a chce být u toho, kdyby se začalo něco dít.
Celý les je opravdu velmi podivný. Rychle se mění, takže mapy rychle zastarávají. Některé stromy se přesouvají z místa na místo, jiné zase vykazují schopnost pociťovat bolest jiných stromů. V rámci pátrání po Sidorovovi je objeven dokonce podivný organismus, který polyká stromy i zvířata a každých 27 minut vyvrhuje amorfní bílé válečky, které se pomocí panožek pohybují jedním směrem, a to do jezera, kde mizí pod vodou. Při jejich sledování se Gnědych domnívá, že ve vodě viděl humanoidní bytost.
V části románu, odehrávající se v lese, se Sidorov snaží dostat zpět na základnu z vesnice uprostřed lesa, kde žije s domorodci, kteří jej zachránili po havárii jeho vrtulníku. V lese není jediná věc, která by nebyla schopna mutace. Pro vesničany tak samo roste oblečení, domy i potrava. Původ domorodců z Pandory však není vysvětlen.

## Nepokoj a Avatar
Po uvedení filmu Avatar režiséra Jamese Camerona do kin se objevili v ruském tisku zvěsti, že Boris Strugackij obvinil Camerona z plagiátorství.. Poté, co skandál vypukl, Boris Strugackij tuto skutečnost rezolutně popřel.

## Česká vydání
- Nepokoj, vydáno v časopise Ikarie 1999/01, přeložil Libor Dvořák.